# Aortaruptuur
Een aortaruptuur is het scheuren van de grote lichaamsslagader. Als hierbij bloed uit de aorta stroomt in een gebied waar geen tegendruk wordt opgebouwd, zoals de borstholte of de vrije buikholte, is dit in enkele minuten fataal en zal iedere hulp vrijwel altijd te laat komen: het slachtoffer sterft door verbloeding.

## Oorzaken
Bij een spontane aortaruptuur is meestal vooraf sprake van al jarenlang bestaande toenemende ziekelijke afwijkingen van de grote lichaamsslagader, met ernstige atherosclerose en meestal aneurysmavorming. Het aneurysma neemt jarenlang heel geleidelijk in grootte toe en scheurt dan uiteindelijk. Dit voorafgaande proces verloopt meestal ongemerkt. Verder kan mechanisch geweld (verkeersongeval) weleens de oorzaak zijn.
Een bijzondere categorie vormen de mensen met erfelijke, aangeboren of verworven zwakte van de aorta, zoals bij het syndroom van Marfan of bij een luetisch aneurysma.

## Symptomen
Het slachtoffer voelt (meestal) plotseling een zeer hevige, ondraaglijke scheurende pijn op de borst of in de buik, die meestal naar de rug uitstraalt. Bij een ruptuur van de thoracale aorta is de pijn nauwelijks te onderscheiden van die van een hartaanval. Als er ernstig (inwendig) bloedverlies is, zal het slachtoffer meestal, voor medische hulp ter plaatse is, al bewusteloos of dood zijn.

## Behandeling
Een spoedoperatie waarbij het gat wordt gevonden en dichtgemaakt, of de aorta door een prothese wordt vervangen kan levensreddend zijn, maar de slagingskans is erg klein. De beste behandeling is om de zwakke aorta op te sporen voor hij barst en electief te opereren.